# Siegfried Rasp
Siegfried Rasp, nemški general, * 10. januar 1898, † 2. september 1968.